# Gilberto Sepúlveda
Gilberto „Tiba” Sepúlveda López (ur. 4 lutego 1999 w Guasave) – meksykański piłkarz występujący na pozycji środkowego obrońcy, reprezentant Meksyku, od 2019 roku zawodnik Guadalajary.